# Shadow Dancer
Shadow Dancer (SHADOW DANCER シャドー・ダンサー?) es la continuación para máquinas recreativas del videojuego de acción Shinobi.

## Resumen
Es el tercer título de la saga Shinobi, y la única continuación del videojuego original que también apareció en máquinas recreativas.

Tuvo varias conversiones para ordenadores y consolas de videojuegos de la época.

## Conversiones
| N.º | Plataforma         | Desarrollador   | Publicador | Año  | Región                  | Descripción |
| --- | ------------------ | --------------- | ---------- | ---- | ----------------------- | --- |
| 1.  | Sega Master System | SEGA            | SEGA       | 1991 | Europa                  | Conversión muy cercana a la máquina recreativa original, con una alta calidad gráfica y sonora. También se comercializó en Brasil. |
| 2.  | Commodore 64       | Images Software | U.S. Gold  | 1991 | Estados Unidos · Europa | Conversión bastante buena y dinámica.                                                                                              |
| 3.  | Amstrad CPC        | Images Software | U.S. Gold  | 1991 | Europa                  | Conversión bastante buena y dinámica. La pantalla es algo pequeña en comparación al tamaño de los personajes.                      |
| 4.  | ZX Spectrum        | Images Software | U.S. Gold  | 1991 | Europa                  | Buenos gráficos dentro de las limitaciones del Spectrum. Respuestas algo lentas de los mandos.                                     |
| 5.  | Amiga              | Images Software | U.S. Gold  | 1991 | Europa                  | Conversión muy fiel a la recreativa original en todos los aspectos.                                                                |
| 6.  | Atari ST           | Images Software | U.S. Gold  | 1991 | the European Union      | Prácticamente el mismo juego que la versión Amiga.                                                                                 |

## Adaptaciones
| N.º | Plataforma      | Desarrollador | Publicador | Año  | Región                          | Descripción |
| --- | --------------- | ------------- | ---------- | ---- | ------------------------------- | --- |
| 1.  | Sega Mega Drive | SEGA          | SEGA       | 1990 | Japón · Estados Unidos · Europa | Los gráficos del personaje principal y los niveles han cambiado. Se mantienen algunos enemigos del juego original. Se ha modificado el sistema del uso del perro. Nuevo sistema en la pantalla de bonus. |